# ایتمگن
ایتمگن (قزاقی: Итемген) یک دریاچه در استان آق‌مولای کشور قزاقستان است.